# جاندربال
جاندربال رمزها «GB» (بالإنجليزية: Ganderbal)‏ ، هو تقسيم إداري لدولة الهند تتبع ولاية جامو وكشمير (بالإنجليزية: Jammu  and  Kashmir)‏ ، مركزها هو مدينة جاندربال (بالإنجليزية: Ganderbal)‏ عدد سكانها حسب تعداد سنة 2001 هو 211,899 ، مساحتها 297,003 كم² وكثافة السكان 258 لكل كم² .